# Santana (Porto Alegre)
Pour les articles homonymes, voir Santana.

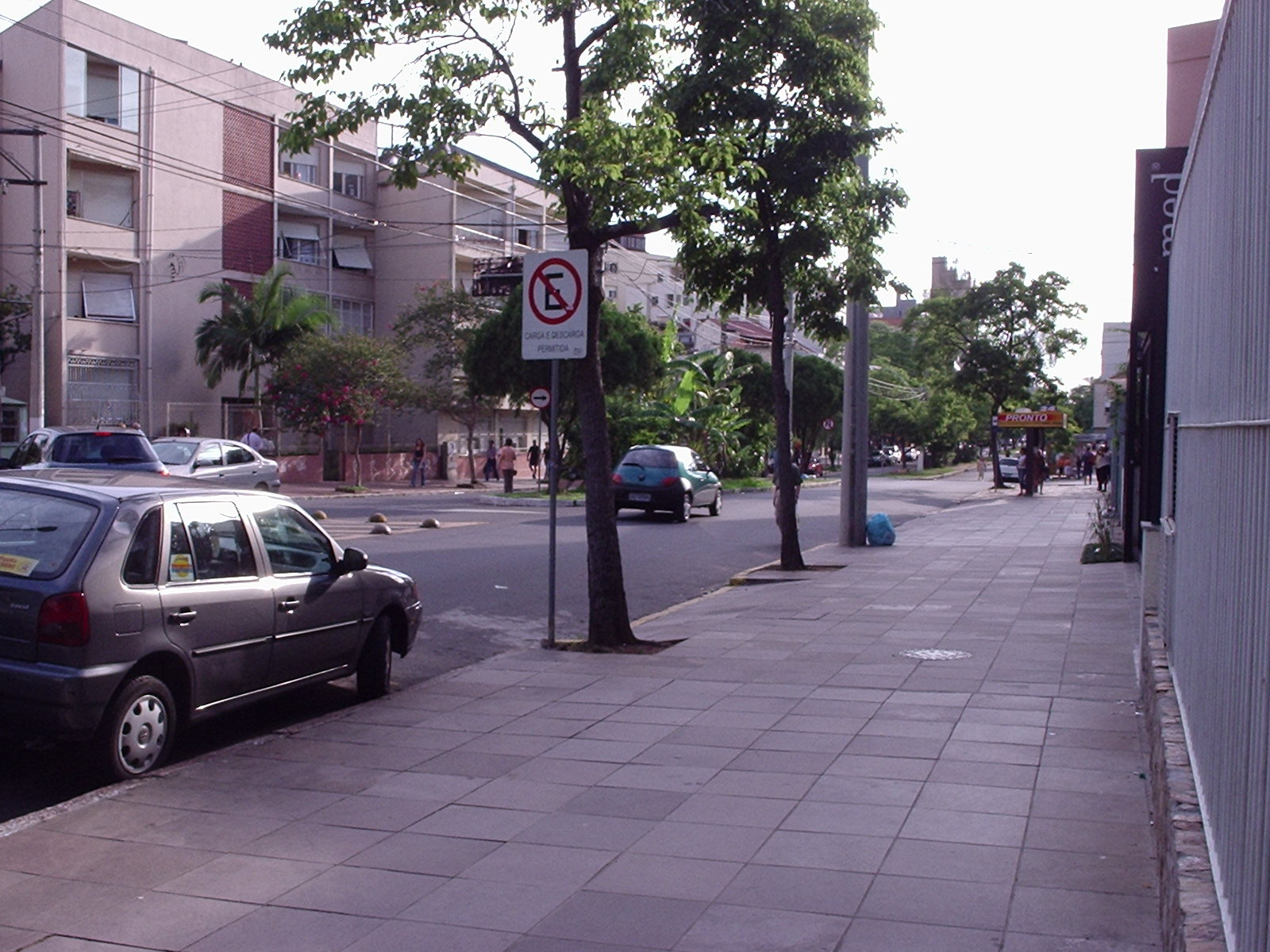
Vue du quartier de Santana.

Santana est un quartier de la ville brésilienne de Porto Alegre, capitale de l'État du Rio Grande do Sul.
Il a été créé par la Loi 2022 du 07/12/59.

## Données générales
- Population (2000) : 21.221 habitants[réf. nécessaire]
  - Hommes : 9.148
  - Femmes : 12.073

- Superficie : 149 ha

- Densité : 142,42 hab/ha

## Limites actuelles
Avenue João Pessoa, de l'angle de l'avenue Venâncio Aires jusqu'au point de rencontre avec l'avenue Bento Gonçalves ; depuis celle-ci jusqu'à la rue Veador Porto ; de cette dernière, sur toute sa longueur, jusqu'à l'avenue Ipiranga ; ensuite, dans le sens est/ouest jusqu'à la rue Ramiro Barcelos ; de là jusqu'à l'angle avec l'avenue Protásio Alves et, dans le sens est/ouest, jusqu'à l'avenue Venâncio Aires pour, de celle-ci, retourner à l'avenue João Pessoa.

## Histoire
Le nom du quartier est un hommage à l'antique Sesmaria de Santa’Ana, zone que Jerônimo de Ornelas occupa quand il s'installa à Porto Alegre. Plus tard, à partir du XVIIIe siècle, le quartier fit partie de l'Arraial (hameau) de São Miguel, territoire traversé par l'Arroio (ruisseau) do Sabão. De par ses fréquentes inondations, le site n'attirait pas grand monde. Seules vivaient en ce lieu les familles noires pauvres qui, pendant des années, cohabitèrent dans l'insalubrité occasionnée par les excès du cours d'eau.
La dénomination de Santana ne fut attribuée qu'en 1885, et le développement du quartier ne commença qu'après la Guerre des Farrapos quand, en 1865, le gouverneur de la province de l'époque, Visconde da Boa Vista, fit ouvrir une voie publique portant son nom qui permit l'installation du Prado (hippodrome) da Boa Vista et qui valorisa l'endroit et contribua à l'installation de nouveaux résidents. Plus tard, le Prado céda la place au futebol Sport Club Americano ancienne équipe de football qui fut pendant longtemps championne de la ville.
Après la construction d'un pont d'accès à la fin du XIXe siècle, l'occupation du quartier s'accentua. Les échanges avec les autres parties de la ville profitèrent à la population, à travers le développement des lignes de transports urbains de la  compagnie Bondes Carris.
Sur le plan culturel, Santana fut à l'origine des grandes fêtes de carnaval organisées par ses habitants noirs et, pendant les années 1960, 70 et 80, surgirent des écoles de samba telles que les Bambas da Orgia, Acadêmicos da Orgia et Praiana, et des groupes de carnaval comme les Tapuias.
Cependant, le renchérissement immobilier de la zone fit partir les populations les plus pauvres dont une bonne partie s'installa dans l'actuel quartier de Restinga.

## Aujourd'hui
Santana est un quartier résidentiel de classe moyenne et qui possède une activité économique de petits commerces, de nombreux bars, boîtes de nuit et maisons de prostitution de luxe (chose commune dans les grandes villes brésiliennes).